# Вероніка трилопатева
Вероніка трилопатева (Veronica triloba) — вид квіткових рослин родини подорожникових (Plantaginaceae).

## Біоморфологічна характеристика
Це однорічна чи дворічна рослина, зазвичай сильно розгалужена. Пагони (5)10–30 см, повністю залозисті, стебла ± запушені. Листки (3)5–10(15) × (4)6–12(18) мм, щільні, глибоко-3-(5)-лопатеві, ± м'ясисті і жорсткі, темно-зелені, ± запушені. Кінцева китиця, з 10–30 квітками, дуже нещільна й витягнута, нечітко відокремлена від листя. Чашечка запушена, коротко-війчаста. Віночок 4–6 мм у діаметрі, темно-блакитний. Коробочка 2.5–3 × 4–5 мм, сильно роздута, без кіля, гладенька, верхівка злегка округло-вирізна, гола. Насіння ≈ 4, еліпсоїдний, часто ± підпрямокутний, 2.2–2.8 × 1.5–2.2 мм. 2n = 18.

## Поширення
Європа й Туреччина.
В Україні вид росте на скелях — у Закарпатській обл. (Ужгородський р-н, с. Оноківці), рідко.